# Tohmajärvi
Tohmajärvi  es un municipio de Finlandia ubicado en la región de Carelia Septentrional.
En 2022, el municipio tenía una población de 4164 habitantes. Su capital es Kemie.
Comprende un conjunto de áreas rurales ubicadas entre 20 y 50 km al sureste de Joensuu. El municipio es fronterizo con Rusia, a la altura de la localidad rusa de Viártsilia.

## Historia
El municipio fue fundado en 1869, pero tras la Segunda Guerra Mundial cedió a la Unión Soviética parte de su término municipal original, lo que fue compensado en 1946 con la incorporación a Tohmajärvi de la parte de Pälkjärvi que había quedado en el lado finlandés de la frontera. En 2005, el hasta entonces vecino municipio de Värtsilä se integró en el municipio de Tohmajärvi.